# La vedova allegra (film 1925)
La vedova allegra (The Merry Widow) è un film muto del 1925 diretto da Erich von Stroheim.

## Trama
Arrivata in tournée in una piccola nazione dell'Europa centrale, la ballerina Sally incanta con la sua bellezza gli uomini del posto. A teatro, la sera in cui si esibisce, ci sono almeno tre ammiratori che gustano le sue grazie: il principe di sangue reale ed erede al trono Mirko, che la avvolge in uno sguardo lubrico, il barone Sadoja, un vecchio paralitico e feticista che fissa con bramosia i suoi piedini, e il principe Danilo, il cugino di Mirko, che vede riflessa in lei la grazia di una dolce ragazza.
Danilo e Mirko sono cugini, ma non amici. Mentre Mirko è un nobile arrogante e presuntuoso, Danilo usa i privilegi che gli derivano dal suo rango senza farli pesare sui sottoposti. Corteggiando Sally, si rende conto di essersene innamorato e decide di sposarla. Le nozze sono preparate in tutta fretta, ma il re, suo zio, si oppone al matrimonio. La regina, benché capisca i sentimenti sinceri del nipote, riesce a convincerlo a non presentarsi alla cerimonia di nozze.
Sally, abbandonata sola davanti all'altare, accetta disperata la mano del terzo corteggiatore, il barone Sadoja, l'uomo più ricco del paese, che vuole averla a tutti i costi. Quella notte, la ragazza, quando si trova sola nella stessa stanza con il vecchio barone, si rende conto della follia che ha commesso: lo sposo, in preda alle sue fantasie erotiche, soccombe però ai propri deliri e le muore davanti, lasciandola vedova e ricchissima.
Non avendo più ragioni per restare, Sally parte alla volta di Parigi. Il re però, adesso trova conveniente cercare di conquistare l'ex ballerina, erede della fortuna di Sadoja. Incarica Mirko, suo figlio, di andare in Francia a dichiararsi e sposarla, in modo che il denaro resti nel paese. Anche Danilo si reca a Parigi, ma Sally, ormai, disdegna la sua corte.
Accetta, invece, quella di Mirko. Danilo tenta in ogni modo di spiegarsi con Sally, ma senza riuscirci. Il cugino lo tratta altezzosamente e non fa mistero di essere a caccia del patrimonio della vedova. Alla fine, i due cugini si sfidano a duello. Mirko muore e Danilo resta ferito gravemente. Credendolo ormai in punto di morte, Sally gli dichiara il suo amore. Ma, anche se la convalescenza sarà lunga, Danilo potrà guarire.
Da casa arrivano nuove notizie: anche il re è morto. Divenuto erede al trono, Danilo sarà incoronato re e potrà sposare la sua ballerina.

## Produzione
Il film fu prodotto da Erich von Stroheim per la Metro-Goldwyn Pictures Corporation.

## Distribuzione
Distribuito dalla Metro-Goldwyn Pictures Corporation, il film uscì in prima a New York all'Embassy Theatre il 26 agosto 1925 con il titolo originale inglese The Merry Widow.

## Altre versioni
- La vedova allegra (The Merry Widow) di Ernst Lubitsch con Jeanette MacDonald e Maurice Chevalier (1934)
- La vedova allegra (The Merry Widow) di Curtis Bernhardt, con Lana Turner e Fernando Lamas (1952)